# クリムゾン

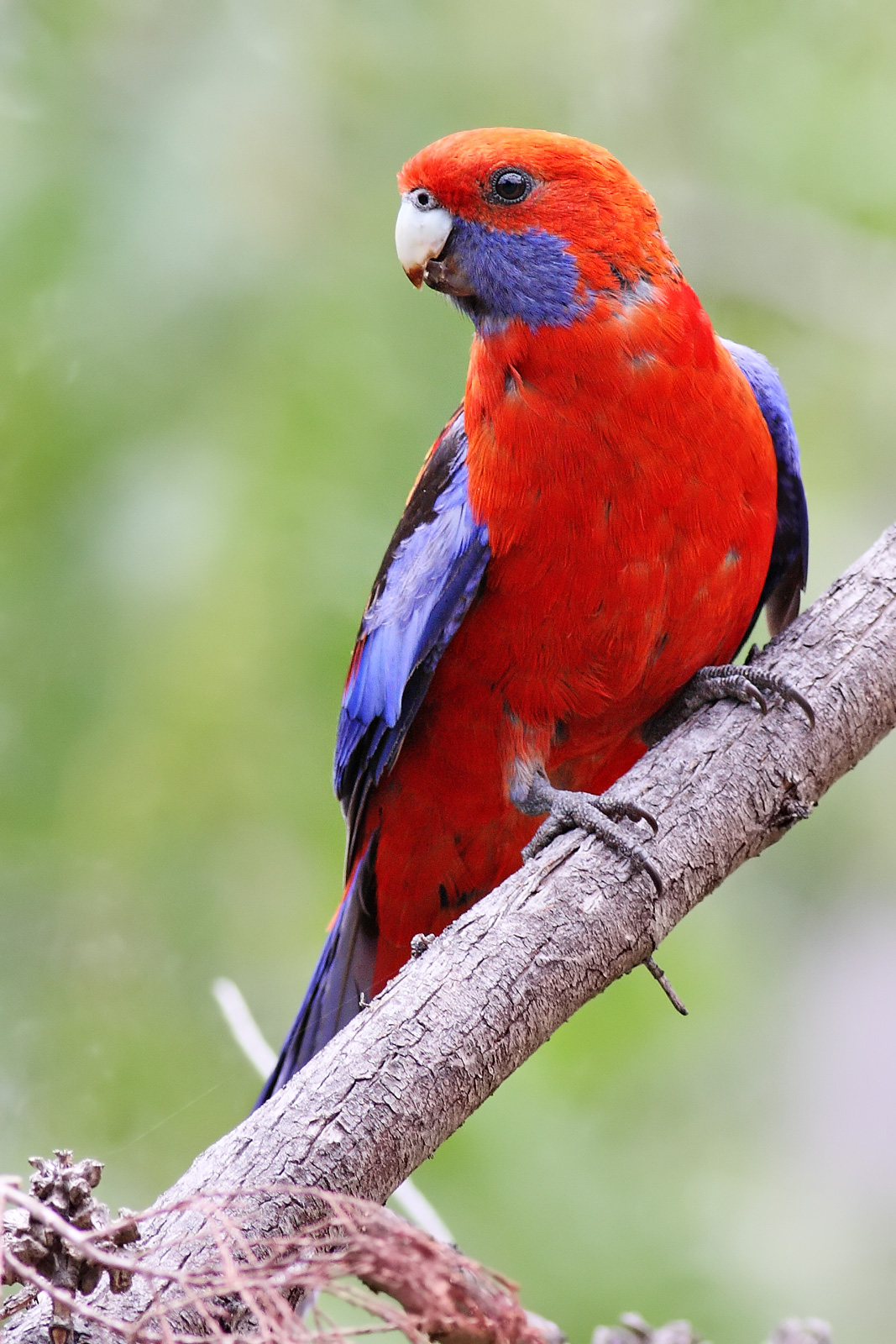
アカクサインコ(Crimson rosella)

クリムゾンまたはクリムソン (英語: crimson) は、濃く明るい赤色で、若干青みを含んで紫がかる。彩度が高く、色相環上ではマゼンタと赤の中間に位置する。
もともと地中海世界においてケルメス属のカイガラムシから、後に南米産のコチニールカイガラムシ（エンジムシ、学名 Dactylopius coccus）から得られる染料の色であったが、一般的に赤い色を指し示すようになった。

## 語源
「クリムゾン (crimson)」という語は英語では1416年から使用されていた。初期には 「ケルメスの」、または「ケルメスに関係する」 (of or belonging to the kermes) の意である古期スペイン語の "cremesi" を取り入れた cremesin, crymysyn, cramoysin といった単語が使われていた（関連する単語として赤い服を意味する cramoisy が挙げられる）。その語は中世ラテン語でカイガラムシの一種 Kermes vermilio から採取される染料 kermesinus または carmesinus を示す cremesinus に由来し、さらに、その語源はサンスクリット krmi-ja から派生したアラビア語・ペルシア語の قرمز (quirmiz) である。krmi-ja はラテン語 vermis および英語 worm の語源でもあり、「虫（長虫、蠕虫）によって作り出された（赤い色素）」を意味する複合語である。「虫」 krimih と「作り出された」 -ja （インド・ヨーロッパ祖語の *gene-）の2節からなっている。赤の意で語源を同じくするものに古代教会スラブ語 (Old Church Slavic) の čruminu、ロシア語の čermnyj がある。ラテン語 carmesinus の短縮形 carminus はカーミン（カーマイン carmine）ともなった。朱色 (vermilion) も参照。

## 染料
原料となる昆虫は地中海の国々で樫の木の一種ケルメス・オーク (Kermes oak) から捕集され、ヨーロッパ中で売られた。ケルメス染料はアングロスカンジナビアン・ヨークにおいて、埋葬の際に遺体を包む布などにみられた。コチニールの導入によって使われなくなった。これらの色素は品質や色の強さにおいてほとんど変わらないが、同等の効果を得るために、ケルメスはコチニールの10から20倍を必要とした。
アリザリン・クリムソンは1868年にドイツの化学者カール・グレーベ (de:Carl Gräbe) とカール・リーバーマン (de:Carl Liebermann) によって合成された色素で、天然染料のマダーレーキ（アリザリン）に取って代わった。アリザリン クリムソンはミョウバン（アラム）と結合させて用いる。
コチニールのメスを乾燥したものから採取される染料は一般には原料となる虫の名から「コチニール」と呼ばれる。スペイン人エルナン・コルテスによるメキシコの征服の際に発見され、1500年代前期にヨーロッパへもたらされた。コチニール染料が初めて記述されたのは1549年のことで、マスィオリ (Mathioli) によるものである。

カルミン酸の構造式

カーミンはカルミン酸のアルミニウム塩またはカルシウム塩であり、カーミン レーキはコチニールからの抽出物をアルミニウム、もしくはアルミニウム-スズでレーキ化したものである。一方、クリムソン レーキはコチニールを煎じたものにミョウバンと酒石酸カリウム (cream of tartar) の5%溶液を加えて作る。パープル  レーキの調整法はカーマイン レーキとほぼ同じだが、酸化カルシウム (lime) を添加することによって深い紫色を出す。カーミン染料は比較的早く色あせする傾向を持つ。
食品添加物として、カーミンにはE番号 E120 が与えられている。ナチュラル・レッド4 (Natural Red 4) とも呼ばれる。

### 用途
現在では食品用の着色料、医療用途、および化粧品にはカーミンが使われる。油絵具や水彩絵具にも用いられている。

## 文化
かつてはアメリカ州やヨーロッパで絶賛された。ミケランジェロの絵画や、軽騎兵、テュルク、英国兵や王立カナダ騎馬警察の衣服に用いられた。イギリスでは伝統的に血の色と関連付けられており、それゆえ暴力、勇気、苦痛を連想させる色でもある。

### 学校
- アメリカ合衆国では多くの大学カラーとして採用されている。例、ハーバード大学、カンザス大学、インディアナ大学、アラバマ大学など。また、ハーバード大学で売られている学生新聞の名前は「ザ・ハーバード・クリムゾン」である。

### 企業
- 楽天は企業カラーとしてクリムゾンを制定しており、本社ビルの「楽天クリムゾンハウス」などの名称にも採用されている。これは創業者の三木谷浩史の母校ハーバード・ビジネス・スクール（ハーバード大学経営大学院）に由来している。

### スポーツ
- 上記、楽天を親会社に持つ日本プロ野球・東北楽天ゴールデンイーグルス、Jリーグ・ヴィッセル神戸、台湾プロ野球・楽天モンキーズのチームカラーとして定着している。

### 音楽
- イギリスのプログレッシブ・ロックバンド、キング・クリムゾンの名称に使用されている。